# РПМК-1

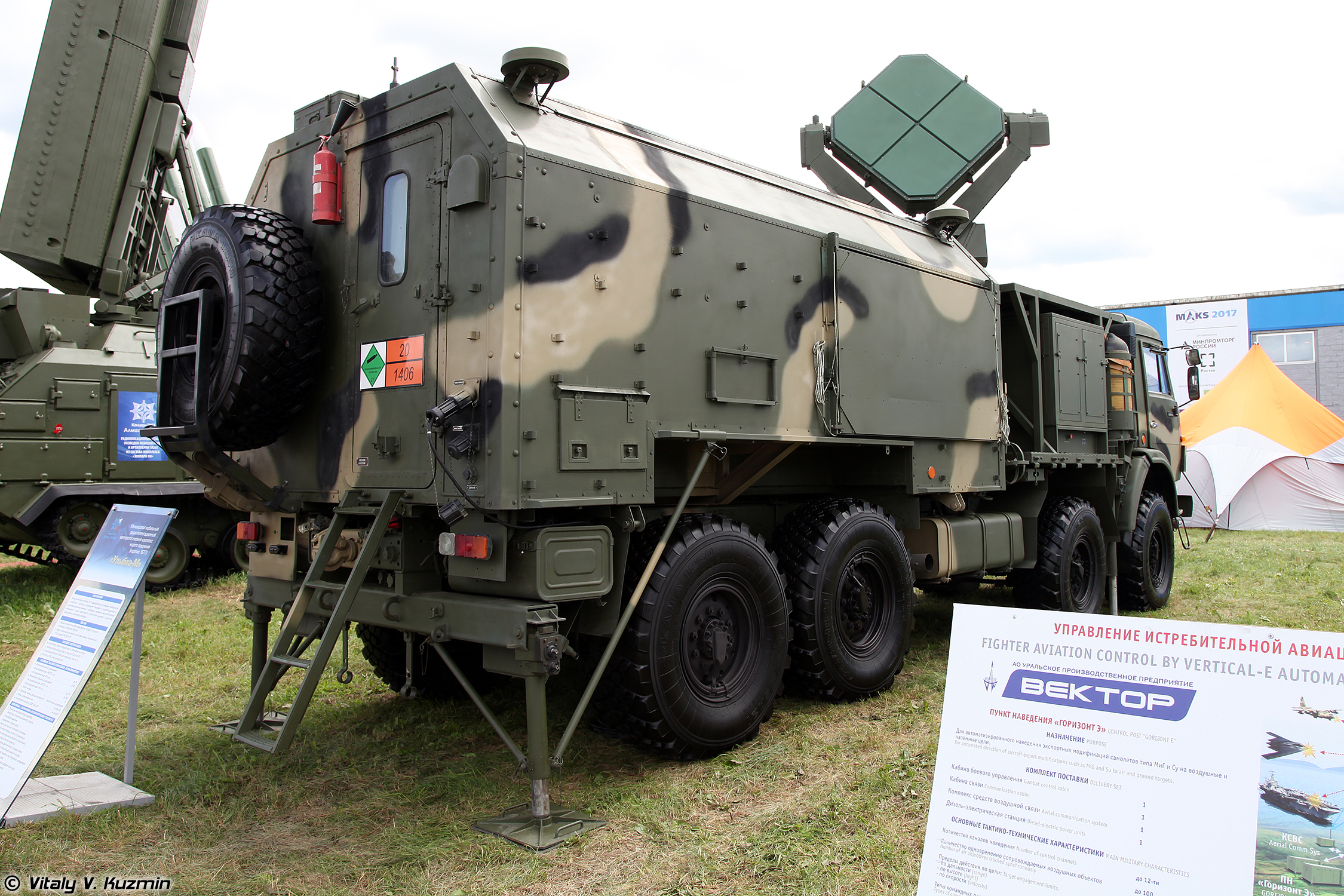
1Б77 на МАКСе в 2017 году.

РПМК-1 «Улыбка» (от Радиопеленгационный метеорологический комплекс, образец № 1; индекс ГРАУ — 1Б44) — российский автоматизированный мобильный радиотехнический комплекс метеорологического назначения, созданный в ОКБ «Пеленг». Разработан для зондирования влажности, параметров ветра и температуры в интересах частей зенитной и полевой артиллерии, систем РСЗО, подразделений РХБЗ и ВДВ. Аппаратура комплекса обеспечивает предполетную проверку радиозонда, автоматическое сопровождение радиозонда в полете, прием и обработку метеорологических и радиолокационных данных, выдачу метеобюллетений и аэрологических телеграмм. Вычислительное оснащение комплекса использует адаптивные методы обработки и анализа информации с элементами искусственного интеллекта.

## Состав комплекса
- аппаратная машина с кузовом КЦ 4320 на шасси грузового автомобиля «Урал-43203»;
- агрегатная машина с кузовом К1.4320 на шасси грузового автомобиля «Урал-43203» с дизельным электрогенератором АД8 мощностью 8 кВт;
- прицеп с 22 водородными баллонами для метеозонда на базе шасси «1-П-2.5»;

## Боевые режимы работы
- режим радиолокации с использованием зонда «МРЗ-3/4», выходные документы: «Шторм», «Слой», «КН-4» и «Приземный слой»
- режим радиопеленгации с использованием зонда «МРЗ-5», выходные документы: «МЕТЕО-11/44» и «Слой»

## Тактико-технические характеристики
Максимальная дальность зондирования, км — до 200
Максимальная высота зондирования, км
при зондировании по типу МЕТЕО — 30
при зондировании по типу КН — 40
Выходные метеодокументы — Метео-11, Метео-44, Слой, КН-04, Приземный слой
Боевой расчет, чел — 5
Время развертывания, мин — 10
Время зондирования, мин
до высоты 14 км — 45
до высоты 30 км — 90
Время наработки на отказ, ч — 210
Вид топлива — дизельное (солярка)
Рабочий диапазон температур, °C — от −45 до +40